# 燃料被覆管
燃料被覆管（ねんりょうひふくかん、英語：fuel cladding）とは、原子炉で核燃料が放出される放射性物質を、外部に漏らさないように封じ込めるために用いられるもので、原子炉の多重防護（5重の壁）の一つとされる。
また、燃料被覆管の中に燃料ペレットを一列に積み重ねて挿入したものを、燃料棒という。被覆材には数種類あり、炉心温度や、使用する冷却材に合わせて使い分けられる。
燃料被覆管に用いる材料は、内側からの高圧および高温に耐え、冷却材との化学反応を起こさない材質が望ましい。内側からの圧力は、製造時に充填されたヘリウム等の不活性気体および燃料ペレットから放出される気体の核分裂生成物によるものであるが、通常運転条件では気体核分裂生成物の寄与は小さい。燃焼初期は内側からの圧力に比べ外側の冷却材圧力の方が大きいため、燃料被覆管の直径はクリープ変形により小さくなる。燃焼が進むと、やがて燃料被覆管と燃料ペレットは接触する。さらに燃焼が進むと、燃料ペレットのスエリングにより燃料被覆管の直径は増加に転じる。
また、核分裂反応を継続させる上で重要な熱中性子を吸収しないこと、熱伝導率が高いこと、加工性がよいこと、燃料の再処理が容易に行えること等も重要な条件である。

## 材料
以下の材料が使われる
- アルミニウム合金
- マグネシウム合金
- ステンレス鋼
- ジルコニウム合金（ジルカロイ）

日本の発電用原子炉で主に使用されているのは、ジルコニウム合金である。

### アルミニウム合金
アルミニウムの融点は660℃で、高温を伴う原子炉で使用すれば容易に溶けてしまう上、温度上昇により強度が著しく損なわれるという弱点がある。実験用原子炉の場合、熱出力が小さいため、炉心が高温に晒されることが少ない。よって、中性子の吸収を極力抑え、高温に耐える必要のない材質として、アルミニウム合金を使用する場合がある。

### マグネシウム合金
マグノックス（マグネシウム合金の一種）は、原子炉での400℃を超える高温高圧に耐えうる材質として開発された合金で、マグネシウムにベリリウムを0.1 %を加えたものである。燃料として天然ウランを装填できる黒鉛減速炉の燃料被覆材として用いられてきたが、近年ではジルコニウム合金に置き換えられるようになった。
マグネシウム合金は水に弱いため、冷却材に軽水を使用する軽水炉では、被覆管に穴が開いてしまう恐れがあることから使用されない。

### ステンレス鋼
ステンレス鋼は、高温高圧に耐え、化学的にも安定しており、主に改良型ガス冷却炉や高速増殖炉で用いられている。中性子の吸収効果が大きいため、軽水炉では使用されていない。
なお、原子炉を制御する為の制御棒の被覆にもステンレス鋼が使用されている。

### ジルコニウム合金（ジルカロイ）
金属元素中で最小の中性子吸収断面積をもつ、ジルコニウムを主成分としてスズ・鉄・クロム・ニオブなどを添加した合金である。現在、実用されているのはジルコニウムに、スズ・鉄・ニッケル・クロムなどが含まれている「ジルカロイ-2」と、スズ・鉄・クロムなどが含まれている「ジルカロイ-4」である。燃料被覆材としては非常に優れた特性を有するため、現在多くの軽水炉（ジルカロイ2は沸騰水型軽水炉、ジルカロイ4は加圧水型軽水炉）で利用されている。
中性子の吸収が少ないのはジルコニウムの特性で、鉄、スズ、クロムなどの材質は、ジルコニウムの耐食性を向上させるために加えられる。なお、核燃料の高燃焼度化対応として、加圧水型軽水炉の被覆管では、スズの量をジルカロイ4の規格値よりも減らし、ニオブを加えた新しい合金が実用化されている。軽水炉に使用する被覆管については、化学分析、外観、内径・外径・肉厚、結晶粒度、水素化物方向係数（Fn値）、引張強度等が検査されて規格に適合したものが使用される。被覆管は、燃料ペレットおよびバネを入れた後、内部にヘリウムガスを入れて、上下に端栓を溶接して燃料棒にする。燃料棒は、放射線透過試験（端栓の溶接部に欠陥がないことの確認等）、超音波探傷（被覆管自体に欠陥がないことの確認等）、渦電流探傷、内部に封入したヘリウムのリークがないことの確認のための検査が行われる。